# 高麗樂 (中國)
高麗乐，东北古代民族音乐，又称“三韩乐”，古代高句丽国音乐。是隋朝九部乐和唐朝十部乐的组成部分。隋七部乐、唐九部乐作“高丽伎”。
南北朝时，436年，北魏征服北燕，得北燕冯氏政权的高丽伎，高丽乐于是传入中原。周武帝时将其列为国伎。隋、唐时入燕乐。歌曲有《芝栖》，舞曲有《歌芝栖》。樂器有卧箜篌、竖箜篌、弹筝、琵琶、义嘴笛、笙、大篳篥、小篳篥、桃皮篳篥、腰鼓、齐鼓、担鼓、箫、贝，乐工十八人，舞者四人。